# ربکا جنکینز
ربکا جنکینز (انگلیسی: Rebecca Jenkins؛ زادهٔ ۱۹۵۹ یا ۱۹۶۰ میلادی در اینیسفیل) یک هنرپیشه و خواننده اهل کانادا است.
در ۱۷ ژانویه ۲۰۰۶، یک قسمت از مجموعهٔ تلویزیونی سوپرنچرال با بازی او پخش شد.
در ۲۰۱۲، جنکینز در فیلم مستند سارا پلی با عنوان داستان‌هایی که ما می‌گوییم (Stories We Tell) با بازی چشمگیر در نقش دایان، مادر پلی، ظاهر شد.
در ۲۰۰۷، او به انتشار اولین آلبوم انفرادی خود، مجموعه‌ای از قطعات جاز، اقدام کرد.
وی در ژوئیهٔ ۲۰۰۴ با جوئل باکان (Joel Bakan)، نویسندهٔ کتاب و فیلم مستند ابرشرکت، ازدواج کرد.

## منتخب فیلم‌شناسی
فیلم و تلویزیون
- ۱۹۹۰، قصه‌های جزیره
- ۱۹۹۲، باب رابرتز
- ۲۰۰۲، پُلِ ماریان
- ۲۰۰۲، بزرگ‌راه ۶۰
- ۲۰۰۴، زمین می‌لرزد ده و نیم ریشتر
- ۲۰۰۴، ویلبی شگفت‌انگیز
- ۲۰۰۶، سوپرنچرال
- ۲۰۱۲، داستان‌هایی که ما می‌گوییم